# Saut en hauteur féminin aux Jeux olympiques d'été de 2016
Pour un article plus général, voir Athlétisme aux Jeux olympiques d'été de 2016.
Navigation
Londres 2012 Tokyo 2020
L'épreuve du saut en hauteur féminin aux Jeux olympiques de 2016 se déroule les 18 et 20 août 2016 au Stade olympique de Rio de Janeiro, au Brésil.
Le titre olympique est remporté par l'athlète espagnole Ruth Beitia, âgée de 37 ans. Ruth Beitia a franchi 1,97m, comme trois autres participantes. Mais son sans faute jusqu'à cette barre lui a permis de décrocher l'or. Elle devance la Bulgare Mirela Demireva et la Croate Blanka Vlašić, qui décroche le bronze après l'argent en 2008. 
Fait remarquable, lors de l'épreuve de l'heptathlon de ces mêmes jeux, deux concurrentes (Nafissatou Thiam et Katarina Johnson-Thompson) sont parvenues à franchir une barre plus haute à 1.98m. Et ce alors que les athlètes avait à réaliser en complément les six autres épreuves de la discipline. 

## Finale
| Rang                                | Athlète                    | Pays            | 1.88 | 1.93 | 1.97 | 2.00 | Marque | Notes |
| ----------------------------------- | -------------------------- | --------------- | ---- | ---- | ---- | ---- | ------ | ----- |
| Médaille d'or, Jeux olympiques      | Ruth Beitia                | Espagne         | o    | o    | o    | xxx  | 1.97   |       |
| Médaille d'argent, Jeux olympiques  | Mirela Demireva            | Bulgarie        | xo   | o    | o    | xxx  | 1.97   | =PB   |
| Médaille de bronze, Jeux olympiques | Blanka Vlašić              | Croatie         | xo   | xo   | xo   | xxx  | 1.97   | SB    |
| 4                                   | Chaunté Lowe               | États-Unis      | o    | o    | xxo  | xxx  | 1.97   |       |
| 5                                   | Alessia Trost              | Italie          | o    | o    | xxx  |      | 1.93   |       |
| 6                                   | Levern Spencer             | Sainte-Lucie    | xo   | o    | xxx  |      | 1.93   |       |
| 7                                   | Sofie Skoog                | Suède           | o    | xo   | xxx  |      | 1.93   |       |
| 7                                   | Marie-Laurence Jungfleisch | Allemagne       | o    | xo   | xxx  |      | 1.93   |       |
| 9                                   | Kamila Lićwinko            | Pologne         | xo   | xo   | xxx  |      | 1.93   |       |
| 10                                  | Iryna Gerashchenko         | Ukraine         | o    | xxo  | xxx  |      | 1.93   |       |
| 10                                  | Morgan Lake                | Grande-Bretagne | o    | xxo  | xxx  |      | 1.93   |       |
| 10                                  | Inika McPherson            | États-Unis      | o    | xxo  | xxx  |      | 1.93   |       |
| 13                                  | Airinė Palšytė             | Lituanie        | o    | xxx  |      |      | 1.88   |       |
| 13                                  | Vashti Cunningham          | États-Unis      | o    | xxx  |      |      | 1.88   |       |
| 13                                  | Svetlana Radzivil          | Ouzbékistan     | o    | xxx  |      |      | 1.88   |       |
| 16                                  | Desirée Rossit             | Italie          | xo   | xxx  |      |      | 1.88   |       |
| 17                                  | Alyxandria Treasure        | Canada          | xxo  | xxx  |      |      | 1.88   |       |

## Qualification
- Qualification : 1,94 m (Q) ou les 12 meilleurs sauts (q).

| Rang | Groupe | Athlète                    | Pays               | 1.80 | 1.85 | 1.89 | 1.92 | 1.94 | Marque | Note  |
| ---- | ------ | -------------------------- | ------------------ | ---- | ---- | ---- | ---- | ---- | ------ | ----- |
| 1    | B      | Ruth Beitia                | Espagne            | -    | o    | o    | o    | o    | 1.94   | Q     |
| 1    | A      | Chaunte Lowe               | États-Unis         | o    | o    | o    | o    | o    | 1.94   | Q     |
| 1    | B      | Inika Mcpherson            | États-Unis         | -    | o    | -    | o    | o    | 1.94   | Q, SB |
| 1    | B      | Svetlana Radzivil          | Ouzbékistan        | o    | o    | o    | o    | o    | 1.94   | Q     |
| 1    | A      | Levern Spencer             | Sainte-Lucie       | o    | o    | o    | o    | o    | 1.94   | Q     |
| 1    | B      | Blanka Vlašić              | Croatie            | -    | o    | o    | o    | o    | 1.94   | Q     |
| 7    | B      | Sofie Skoog                | Suède              | o    | o    | xo   | o    | o    | 1.94   | Q, PB |
| 7    | B      | Alessia Trost              | Italie             | o    | o    | xo   | o    | o    | 1.94   | Q     |
| 9    | A      | Mirela Demireva            | Bulgarie           | o    | o    | o    | xxo  | o    | 1.94   | Q     |
| 9    | B      | Kamila Licwinko            | Pologne            | -    | o    | xo   | xo   | o    | 1.94   | Q     |
| 11   | B      | Airine Palsyte             | Lituanie           | o    | o    | o    | xo   | xo   | 1.94   | Q     |
| 12   | B      | Marie-Laurence Jungfleisch | Allemagne          | o    | o    | o    | xxo  | xo   | 1.94   | Q     |
| 13   | A      | Iryna Gerashchenko         | Ukraine            | o    | o    | o    | o    | xxo  | 1.94   | Q, SB |
| 14   | B      | Alyxandria Treasure        | Canada             | o    | o    | o    | xo   | xxo  | 1.94   | Q, PB |
| 15   | A      | Vashti Cunningham          | États-Unis         | -    | o    | xo   | xo   | xxo  | 1.94   | Q     |
| 15   | A      | Morgan Lake                | Grande-Bretagne    | o    | o    | o    | xxo  | xxo  | 1.94   | Q, PB |
| 15   | A      | Desirée Rossit             | Italie             | o    | o    | xxo  | o    | xxo  | 1.94   | Q     |
| 18   | A      | Michaela Hrubá             | République tchèque | o    | o    | o    | o    | xxx  | 1.92   |       |
| 19   | A      | Yuliya Levchenko           | Ukraine            | o    | o    | xo   | o    | xxx  | 1.92   |       |
| 20   | A      | Nadiya Dusanova            | Ouzbékistan        | o    | o    | xo   | xo   | xxx  | 1.92   |       |
| 21   | A      | Marusa Cernjul             | Slovénie           | o    | o    | o    | xxo  | xxx  | 1.92   |       |
| 22   | B      | Oksana Okuneva             | Ukraine            | o    | o    | o    | xxx  |      | 1.89   |       |
| 22   | A      | Eleanor Patterson          | Australie          | -    | o    | o    | xxx  |      | 1.89   |       |
| 22   | A      | Ana Simic                  | Croatie            | -    | o    | o    | xxx  |      | 1.89   |       |
| 25   | B      | Jeanelle Scheper           | Sainte-Lucie       | xo   | o    | o    | xxx  |      | 1.89   |       |
| 26   | B      | Linda Sandblom             | Finlande           | o    | xo   | xo   | xxx  |      | 1.89   |       |
| 27   | A      | Doreen Amata               | Nigeria            | o    | xxo  | xo   | xxx  |      | 1.89   |       |
| 28   | A      | Priscilla Frederick        | Antigua-et-Barbuda | o    | xxo  | xxo  | xxx  |      | 1.89   |       |
| 29   | A      | Erika Kinsey               | Suède              | o    | o    | xxx  |      |      | 1.85   |       |
| 29   | B      | Lissa Labiche              | Seychelles         | o    | o    | xxx  |      |      | 1.85   |       |
| 31   | A      | Akela Jones                | Barbade            | o    | xo   | xxx  |      |      | 1.85   |       |
| 32   | B      | Tonje Angelsen             | Norvège            | xo   | xxx  |      |      |      | 1.80   |       |
| 32   | A      | Leontia Kallenou           | Chypre             | xo   | xxx  |      |      |      | 1.80   | SB    |
| 32   | A      | Valentina Liashenko        | Géorgie            | xo   | xxx  |      |      |      | 1.80   |       |
| 32   | B      | Barbara Szabo              | Hongrie            | xo   | xxx  |      |      |      | 1.80   |       |
| B    |        | Nafissatou Thiam           | Belgique           |      |      |      |      |      | DNS    |       |

## Légende
Records et Performances
- AR : Record continental (area record)
- CR : Record des championnats (championship record)
- MR : Record du meeting (meet record)
- NR : Record national (national record)
- OR : Record olympique (olympic record)
- PR : Record paralympique (paralympic record)
- PB : Record personnel (personal best)
- SB : Meilleure performance personnelle de la saison (season's best)
- WL : Meilleure performance mondiale de l'année (world leader)
- WJR : Record du monde junior (world junior record)
- WR : Record du monde (world record)

Circonstances et Conditions
- DNF : N'a pas terminé (did not finish)
- DNS : N'a pas pris le départ (did not start)
- DQ : Disqualification (disqualification)
- NM : Aucun essai valable enregistré (No Mark)
- Q : Qualifié « directement » au prochain tour (ou à la prochaine compétition), lors d'une compétition majeure, grâce au classement ou à la réalisation des minima (automatic qualifier)
- q : Qualifié au prochain tour (ou à la prochaine compétition), lors d'une compétition majeure, grâce au repêchage ou à la réalisation de l'une des meilleures performances parmi celles des « non qualifiés directement » (grâce au meilleur temps ou à la meilleure distance par exemple) (secondary qualifier)